# Botwinka
Botwinka es un plato preparado a base de hojas y raíces de remolacha joven y de crema ácida. La sopa puede ir acompañada de patatas nuevas, huevo o cebolleta. La sopa se prepara en primavera, cuando las hojas de remolacha son suaves y delicadas y la raíz es aún pequeña. 
En ese periodo las hojas de remolacha tienen más sabor y aroma.
Otra versión de botwinka es chłodnik, la sopa fría de remolacha joven. Se la elabora a base de hojas y raíces de remolacha joven, kéfir y crema ácida. Al chłodnik tradicional se pueden añadir, por ejemplo: huevos, rábanos, eneldo, carne de ave, cabanossi y otros.
1. ↑  Australia, Absolut (11 de agosto de 2008). «Cabanossi». Absolut Viajes. Consultado el 9 de junio de 2021.

- Datos: Q109425271